# Evan Mathis
Evan Bradley Mathis (* 1. November 1981 in Birmingham, Alabama) ist ein ehemaliger US-amerikanischer American-Football-Spieler in der National Football League (NFL). Er spielte zuletzt für die Arizona Cardinals als Offensive Guard. Mit den Denver Broncos gewann er den Super Bowl 50.

## College
Mathis, der schon früh außerordentliches sportliches Talent erkennen ließ und in der Highschool auch Leichtathletik betrieb sowie dem Ringer-Team angehörte, besuchte die University of Alabama und spielte für deren Mannschaft, die Crimson Tide, erfolgreich College Football.
Eigentlich als Center vorgesehen, wurde er zum Tackle umfunktioniert und bekleidete drei Jahre lang diese Position, bevor er in seiner letzten Saison als Left Guard aufgeboten wurde.

## NFL

### Carolina Panthers
Im NFL Draft 2005 wurde er in der dritten Runde als insgesamt 79. von den Carolina Panthers ausgewählt. In seiner Rookie-Saison kam er in insgesamt 9 Partien zum Einsatz, ausschließlich in den Special Teams. In der folgenden Spielzeit war er in allen Spielen auf der Position des Right Guard als Starter aufgeboten. Im Jahr darauf wurde er nur ein einziges Mal als Special Teamer eingesetzt.

### Miami Dolphins
2008 schaffte er es nicht mehr in das Team der Panthers, wurde aber er von den Miami Dolphins verpflichtet, nachdem sich deren etatgemäßer Right Guard in der Vorbereitung verletzte. Nach sieben Partien wurde Mathis wieder entlassen.

### Cincinnati Bengals
Im Dezember 2008 unterschrieb Mathis einen Vertrag bei den Cincinnati Bengals und bestritt für sein neues Team ein Spiel.
In den folgenden beiden Saisonen lief er in 25 Partien für die Bengals auf.

### Philadelphia Eagles
Die nächsten vier Saisonen bestritt er für die Philadelphia Eagles, wo er von Beginn an als Starting Left Guard etablieren konnte. 2013 und 2014 wurde er aufgrund seiner konstant guten Leistungen jeweils in den Pro Bowl berufen. Im Sommer 2015 wurde er entlassen, nachdem er sich mit den Eagles nicht auf einen neuen Vertrag einigen konnte und den Vorbereitungen fernblieb.

### Denver Broncos
Daraufhin kam der Routinier bei den Denver Broncos unter, mit denen er den Super Bowl 50 gewinnen konnte.

### Arizona Cardinals
Am 16. März 2016 unterschrieb er bei den Arizona Cardinals einen Einjahresvertrag in der Höhe von sechs Millionen US-Dollar. Nach einer Verletzung am fünften Spieltag im Spiel gegen die San Francisco 49ers fiel er für den Rest der Saison aus. Am 2. Januar 2017 gab er über Twitter bekannt, dass er sich vom aktiven Footballspiel zurückzieht.

## Poker
Mathis spielte im Januar 2019 die PokerStars Players Championship, ein 25.000 US-Dollar teures Pokerturnier des PokerStars Caribbean Adventures (PCA) auf den Bahamas. Er erreichte den vierten Turniertag und belegte den 35. Platz von 1039 Spielern, wofür er ein Preisgeld von 86.400 US-Dollar erhielt. Anschließend spielte er ein 50.000 US-Dollar teures Side-Event des PCA und erreichte den Finaltisch. Mathis beendete das Turnier als Sechster und sicherte sich mehr als 190.000 US-Dollar.

## Persönliches
Mathis ist der Neffe des ehemaligen Defensive Tackles Bob Baumhower (Miami Dolphins).